# Hans Erich Schött
Hans Erich Schött (* 18. April 1940 in Freiburg; † 8. Mai 2023) war ein deutscher Politiker, ehemaliges Mitglied der FDP.

## Leben und Politik
Nach Pharmaziestudium und Promotion ließ sich Schött als selbständiger Apotheker in Endingen am Kaiserstuhl nieder. Nebenberuflich war er auch als Winzer tätig.
Sein politisches Wirken begann bei der kommunalen Liste „Endinger Bürgergemeinschaft“ (EBG), für die Schött mit Unterbrechungen von 1971 bis 1999 dem Gemeinderat von Endingen angehörte. Lange Jahre war er auch Mitglied im Kreistag Emmendingen. In den 70er Jahren intensivierte er sein Engagement als tatkräftiger Gegner des geplanten Kernkraftwerks Wyhl.  Für die FDP wurde er 1976 in den Landtag von Baden-Württemberg gewählt, wo er bis 1984 über ein Zweitmandat den Wahlkreis Emmendingen vertrat. Auf seinen ersten Wahl-Plakaten befand sich kein Partei-Logo, sondern „Dr. Hans Erich Schött – Bürgerinitiative“. Im Landtag befasste sich Schött vor allem mit umweltpolitischen Themen.
Hans Erich Schött war langjähriges Kuratoriumsmitglied im Öko-Institut Freiburg und vertrat entgegen der Mehrheitsposition der FDP atomkraftkritische Positionen. Auch der spätere FDP-Landtagsabgeordnete aus dem Wahlkreis Emmendingen (2006–2011), Dieter Ehret aus Weisweil, setzt sich wie Schött für ein Festhalten am Atomausstieg ein. Im Jahre 2011 erklärten beide schließlich kurz nacheinander ihren Austritt aus der Partei.